# Église Sant'Antonio ai Monti

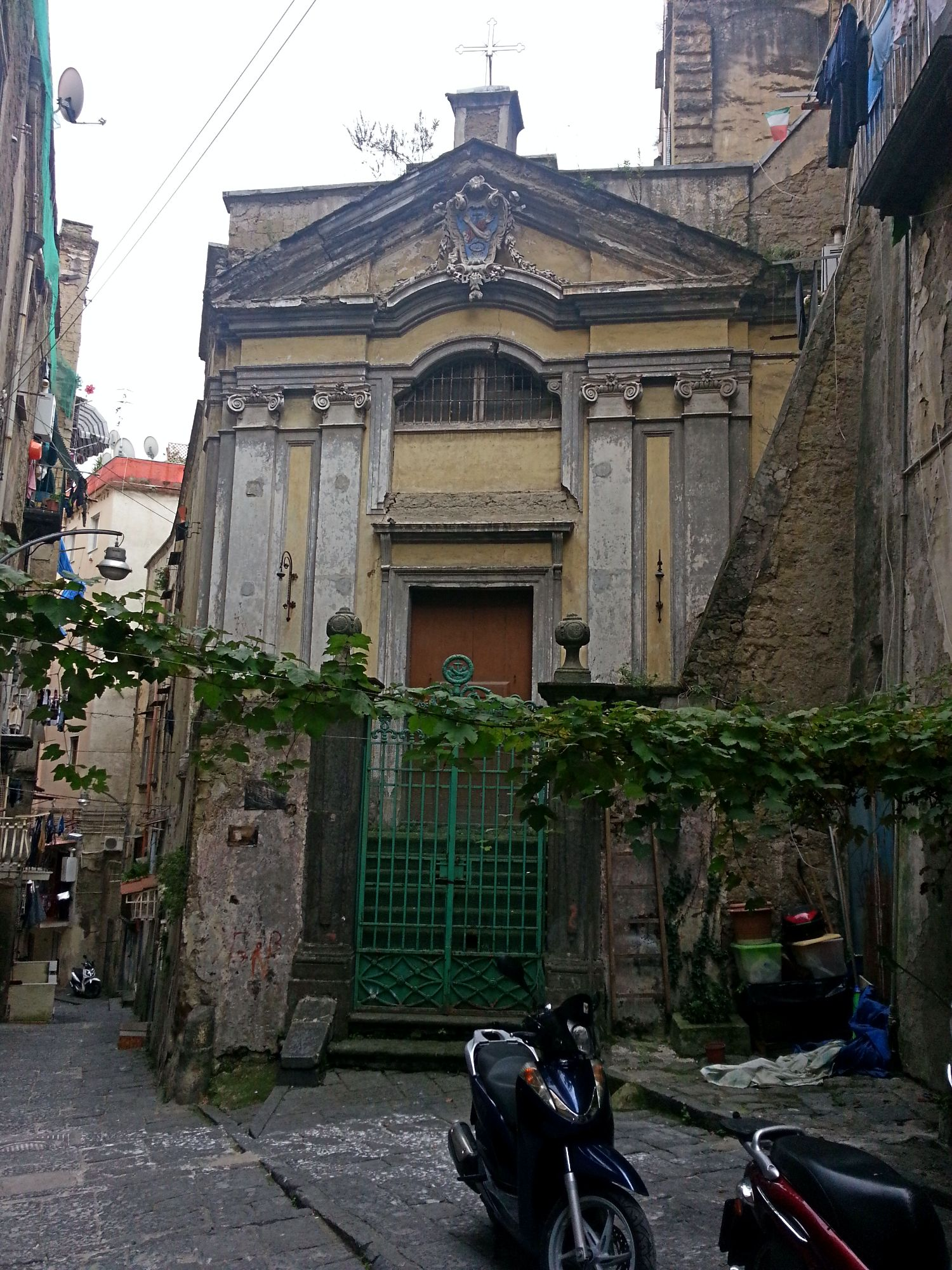
Façade de l'église.

L'église Sant'Antonio ai Monti (Saint-Antoine-des-Monts) est une église du cœur historique de Naples située salita Sant'Antonio ai Monti qui est une ruelle piétonnière montante en escaliers. Elle est consacrée à saint Antoine. 

## Histoire et description

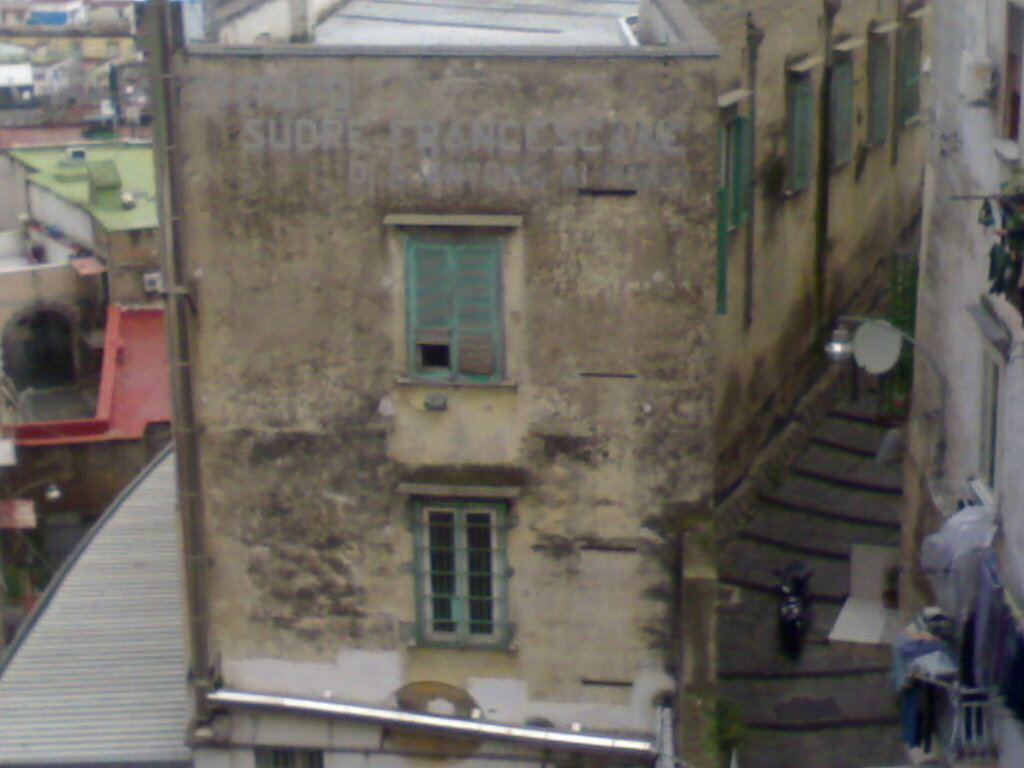
Le couvent Saint-Antoine-des-Monts vu du Corso Vittorio Emanuele.

L'antique couvent, qui était connu au début comme « Santa Maria ai Monti » (Sainte-Marie-des-Monts) ou « Santa Maria del Monte » (Sainte-Marie-du-Mont), a été décrit de la manière suivante pour la première fois par Araldo: « Santa Maria del Monte qui se trouve sous la direction des pères conventuels franciscains (...) avait appartenu à des frères espagnols dits de la Merci qui avaient transféré leur siège en l'église Sainte-Ursule de Chiaia. »
D'autres informations sont données par D'Aloe; celui-ci plus précis indique comme date de fondation l'année 1563 et donne le nom des familles fondatrices, les Ferrante et les Cuomo. Elles vendent le couvent deux ans plus tard aux frères mercédaires espagnols. 
Le couvent est frappé par une violente tempête en 1569, ce qui grève les finances des frères espagnols qui sont contraints peu après de le vendre à des frères mineurs conventuels. Chiarini remanie l'ensemble en 1664. Les frères mineurs conventuels sont chassés de leur couvent par les révolutionnaires en 1799.
Le 16 décembre 1828, le couvent et son église sont concédés à la Mère Marie-Louise du Sacré-Cœur fondatrice des Sœurs solitaires alcantarines, aujourd'hui Sœurs tertiaires franciscaines de Saint-Antoine-des-Monts, qui en prennent possession le 2 février 1829, mais elle meurt un mois après, le 2 mars 1829. Ses reliques sont conservées à l'intérieur de l'église depuis 1957, lorsqu'elle a été déclarée Servante de Dieu, par la congrégation des rites.
La façade de la petite église donne sur les escaliers de la ruelle piétonnière Saint-Antoine-des-Monts. Elle présente un fronton à la grecque à la base brisée, dont le tympan est occupé par un blason, et soutenu par deux paires de lésènes ioniques. On y accède par un escalier fermé par une petite grille. On peut lire sur le côté du couvent donnant corso Vittorio Emanuele, l'inscription Sœurs franciscaines de Saint-Antoine-des-Monts en italien.

## Source de la traduction
(it) Cet article est partiellement ou en totalité issu de la page de Wikipédia en italien intitulée « Chiesa di Sant'Antonio ai Monti » (voir la liste des auteurs).